# Lanelater wittmeri
Lanelater wittmeri là một loài bọ cánh cứng trong họ Elateridae. Loài này được Chassain miêu tả khoa học năm 1983.